# Gerhard Blechinger
Gerhard Blechinger (* 1964 in Erding, Oberbayern) ist ein deutscher Medientheoretiker.

## Leben
Blechinger studierte Kunstgeschichte, Ethnologie, Ästhetik und Designtheorie in München und Wuppertal.
An der Ludwig-Maximilians-Universität München schloss er im Jahr 1989 sein Magisterstudium mit der einer Arbeit über das Verhältnis von Architektur und Philosophie ab. 1996 wurde er an der Universität Wuppertal bei Bazon Brock mit einer Arbeit über den französischen Philosophen Jacques Derrida („Zu einer Rekonstruktion des Rhetorischen bei Jacques Derrida“) promoviert. Seine Arbeit erschien im Passagenverlag Wien im Jahr 1997 unter dem Titel Apophatik und Politik.
Gerhard Blechinger erkannte zu Beginn der 1990er Jahre den zunehmenden Einfluss, den die sich schnell entwickelnden elektronischen Medien für viele Lebensbereiche haben würden. Neben seiner Arbeit an der Promotion betrieb er zu dieser Zeit eine Agentur, die sich mit medialen Produkten der ersten Generation befasste.
Im Jahr 1997 holte ihn der Gründer des Zentrum für Kunst und Medientechnologie (ZKM), Heinrich Klotz, als Beauftragter für die Expo 2000 nach Karlsruhe. 1998 wurde er stellvertretender Direktor des neuen Medienmuseums unter Hans-Peter Schwarz und gleichzeitig Leiter des Medialab. Blechinger konzentrierte sich auf den Ausbau der Medienproduktion und -forschung. Erste Prototypen für Web-3.0-Anwendungen entstanden Ende der neunziger Jahre in Blechingers Medialab.
Nach dem Ruf von Hans-Peter Schwarz als Rektor der Hochschule für Gestaltung und Kunst Zürich (HGKZ), folgte ihm Blechinger im Jahr 2000 als Vizerektor für Forschung, Entwicklung, Dienstleistung und Technologietransfer. Aufgabe war es, die Forschung im Bereich der Gestaltung auf die neuen technologischen Möglichkeiten auszurichten sowie die Digitalisierung der Hochschule voranzutreiben. Blechinger war zu dieser Zeit auch Leiter der IT-Abteilung der Hochschule und erhöhte während seiner siebenjährigen Tätigkeit das Technikbudget um den Faktor 100. Zeitweise warb die Hochschule für Gestaltung und Kunst Zürich bis zu 80 % der schweizerischen Forschungsgelder für Fachhochschulen ein. Im Jahr 2001 gründete Blechinger den Studiengang „Mobile Application Design“, der sich lange vor Einführung der ersten Smartphones mit der Nutzung von Datenbasierten Diensten beschäftigte.
Im Jahr 2004 gründete Blechinger gemeinsam mit dem Philosophen Heiner Mühlmann und Thomas Grunwald (Linguist, Neurowissenschaftler und medizinischer Leiter des Schweizerischen Epilepsiezentrum) die Forschungsgruppe „TRACE“. Das Akronym „TRACE“ bedeutet „Transmission in Rhetorics, Arts and Cultural Evolution“.
In enger Zusammenarbeit mit dem Gründungspräsidenten Yun Jeduk († 2012) und in Kooperation mit mehreren Hochschulen und Universitäten in Deutschland, (TU München, RWTH Aachen, Filmhochschule Babelsberg) war Blechinger ab 2003 in leitender Position an der Gründung des „Korean German Institute of Technology“ beteiligt. Gründungsrektor des Instituts war Horst Teltschik. Blechinger erhielt am KGIT 2007 eine Professur für Medien.
Im Jahr 2007 gründete Blechinger das Institut für Design und Technologie an der Zürcher Hochschule der Künste (ZHdK) und kooperierte mit Technologie- und Medienpartnern wie Vodafone-Pilotentwicklung, Swisscom, Lucent, Alcatel, Pro7 und der Ars Electronica.
Nach seinem Weggang aus der Schweiz im Jahr 2010 gründete Blechinger zusammen mit Thomas Langhanki die Firma „Experimental Game“ in Berlin, deren Geschäftsleitung er in der Gründungsphase angehörte. Gleichzeitig war er als Dozent für Medientheorie an der Macromedia-Hochschule München tätig. Im Jahr 2011 wurde Blechinger Leiter des Studiengangs Multimedia-Art an der Fachhochschule Salzburg mit den Fachrichtungen, „Film“, „Animation“, „Mediendesign“, „Audio“ sowie „Management“ und „Producing“. Das im deutschsprachigen Raum renommierte „CHE Ranking“ kürte Multimedia-Art im Jahr 2014 zum besten Studiengang in Österreich.
Ebenfalls im Jahr 2014 gründete er das Salzburg Urstein Institut (SUI), als Trägergesellschaft der Berlin School of Sustainable Futures, University of Applied Sciences gGmbH. 1. Juni 2018 erfolgte die staatliche Anerkennung als private Hochschule gem. § 123 Gesetzes über die Hochschulen im Land Berlin (BerlHG). Die BSSF bietet vier Masterstudiengänge, die eine existierende Lücke in der Hochschullandschaft schließen, da sie Nachhaltigkeit, Medien, Kultur und Gesellschaft in einen Zusammenhang mit Globalisierungsentwicklungen und Digitalisierung stellen.
Blechinger ist seit 2016 Akademischer Direktor des Konferenzformats futur.io und seit 2017 Mitglied der Europäischen Akademie der Wissenschaften und Künste Salzburg in der Klasse Technik; seit dem Jahr 2018 ist er Mitglied im Vorstand der Stiftung Berlin School of Creative Leadership.
Im Frühjahr 2015 wurde Blechinger zum Rektor der Fachhochschule Salzburg gewählt. Im April 2019 wurde er für eine zweite Funktionsperiode ab Oktober 2019 wiedergewählt. Von 2020 bis 2021 war Blechinger turnusgemäß Vorsitzender der Salzburger Hochschulkonferenz. Im Juli 2022 wurde bekannt, dass er die Fachhochschule Salzburg vorzeitig verlässt und das Dienstverhältnis mit 30. September 2022 einvernehmlich beendet wird. Der Vertrag wäre bis Herbst 2023 gelaufen. Blechinger folgte vom 1. Oktober 2022 bis 2023 Claudius Schikora als Leiter der Hochschule für angewandtes Management (HAM) in Ismaning nach. Dort soll er vor allem das Geschäftsfeld der Fernlehre ausbauen.

## Schriften  (Auswahl)
- Strategic Innovation, Maize.io, Venedig 2019
- A Short History of Moonshots, in: Harald Neidhardt, Moonshots for Europe, futur.io, Berlin 2019[15]
- Herausgeber der Buchreihe „Transmissions in Rhetorics, Art and Cultural Evolution“, (TRACE) Fink Verlag seit 2016[16]
- Die Idee und der Tod, in: Festschrift Klaus Dieter Müller, Potsdam-Babelsberg HFF, 2011
- Brain Electrical Response to High and Low Architecture, Ilan Oppenheim, Heiner Mühlmann, Gerhard Blechinger, Ian W. Mothersill, Peter Hilfiger, Henric Jokeit, Martin Kurthen, Günter Krämer und Thomas Grunwald, in: Clinical EEG and Neuroscience, Phoenix Arizona, USA 2009[17]
- Herausgeber der Buchreihe „Transmissions in Rhetorics, Art and Cultural Evolution“, (TRACE) Wien und New York 2004 - 2008Was nach „Song fuer C“ kommt. Katalog Ars Electronica, Linz 2006
- Die Renaissance der Metaerzählungen. Zum Verhältnis von Kunst und Technologie als Paragone in: Hans-Peter Schwarz (Hg.), Zürcher Jahrbuch der Künste, Zürich 2004
- Kunst und die Ideologie des Leidens in: Kulturpolitik 9/98
- Apophatik und Politik, Zu einer Dekonstruktion des Rhetorischen bei Jacques Derrida, Passagen Verlag, Wien 1997

## Vorträge  (Auswahl)
- High-Tech and the R/evolution of Art, Friedrichshafen, Zeppelin Universität, 2019
- Art and Innovation, Red Bull Academy, Lissabon 2019
- Heiner Mühlmann as political philosopher, Berlin Heiner Mühlmann for the 80th birthday, 2019
- Krieg, lecture Series at the Salzburg University of Applied Sciences, 2017
- Insights on how to Manage Expert Systems and how to better leverage them, Startup Executive Round Table, Salzburg 2017
- Suh Yongsun als politischer Maler in Korea, Stifterverband für die Deutsche Wissenschaft, Wissenschaftszentrum DAAD, Bonn 2014
- Neuroforschung, Medien, Innovation, Potsdam 2013
- Inspiration und Rhetorik, subnet; Schloß Leopoldskron, Salzburg 2012
- Where’s the Cash? Neue Wertschöpfungsketten in der Gaming-Industrie, Berlin 2012
- Innovative Zurich. An R&D Status Quo & Outlook, Zürich 2005
- Mobile Application Design, Boston 2005
- MPEG 7 und die Poesie der Geste, San Marino 2000
- New Tendencies in Media-Art, Berkley CA 1999
- Wireless Art and Mixed Reality, Lissabon 1998